# Nils Johan Andersson
Nils Jordan Andersson (Kirchspiel Gärdserum, Gemeinde Åtvidaberg, Suecia, 20 de febrero de 1821 - † Estocolmo 27 de marzo de 1880), fue un botánico y pteridólogo sueco.

## Biografía
Estudia botánica en Estocolmo. Participa en una expedición científica sueca alrededor del mundo (1851-1853). Enseña en la Universidad de Lund y en Estocolmo. Es conservador de las colecciones botánicas de la Academia de las ciencias. Es el autor de trabajos sobre el sauces y sobre la flora escandinava y la de Laponia.
Se casó con la pintora sueca Anna Tigerhielm.

## Obras
- En verldsomsegling. Estocolmo 1853-1854, 3 tomos; castellano: Una circunnavegación, Leipz. 1854
- Salices Lapponiæ. Upsala 1845
- Conspectus vegetationis Lapponiae. ca. 1846
- Atlas öfver Skandinaviska florans naturliqa familjer. 1849
- Cyperaceae Scandinaviae. Estocolmo 1849
- Gramineae Scandinavae. Estocolmo 1852
- Om Galapagos-Öernas Vegetation. Estocolmo 1854
- Inledning till Botaniken . Estocolmo 1851-53, 3 tomos
- Väggtaflor för åskådnings-undervisningen i Botanik. 1861 - 1862
- Enumeratio Plantarum in Insulis Galapagensibus huiusque Observatorum. — Nils Johan Andersson (1861).
- Monographia Salicum 1865—1867.

- La abreviatura «Andersson» se emplea para indicar a Nils Johan Andersson como autoridad en la descripción y clasificación científica de los vegetales.[2]

## Honores
Miembro de
- 1859: Royal Swedish Academy of Sciences

### Epónimos
Género
- (Piperaceae) Anderssoniopiper Trel. 1934[3]

Especies
- (Asteraceae) Mutisia anderssonii Sodiro ex Hieron.[4]

- (Asteraceae) Pectis anderssonii B.L.Rob.[5]

- (Boraginaceae) Cordia anderssonii (Kuntze) Gürke[6]

- (Cyperaceae) Cyperus anderssonii Boeckeler[7]

- (Davalliaceae) Humata anderssonii (Mett.) C.Chr.[8]

- (Poaceae) Uralepis anderssonii F.Aresch.[9]

- (Polygalaceae) Polygala anderssonii B.L.Rob.[10]

- (Rubiaceae) Borreria anderssonii Standl.[11]